# Roman Frister

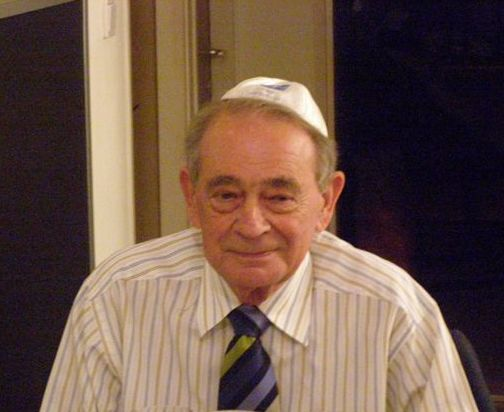
Roman Frister (2008)

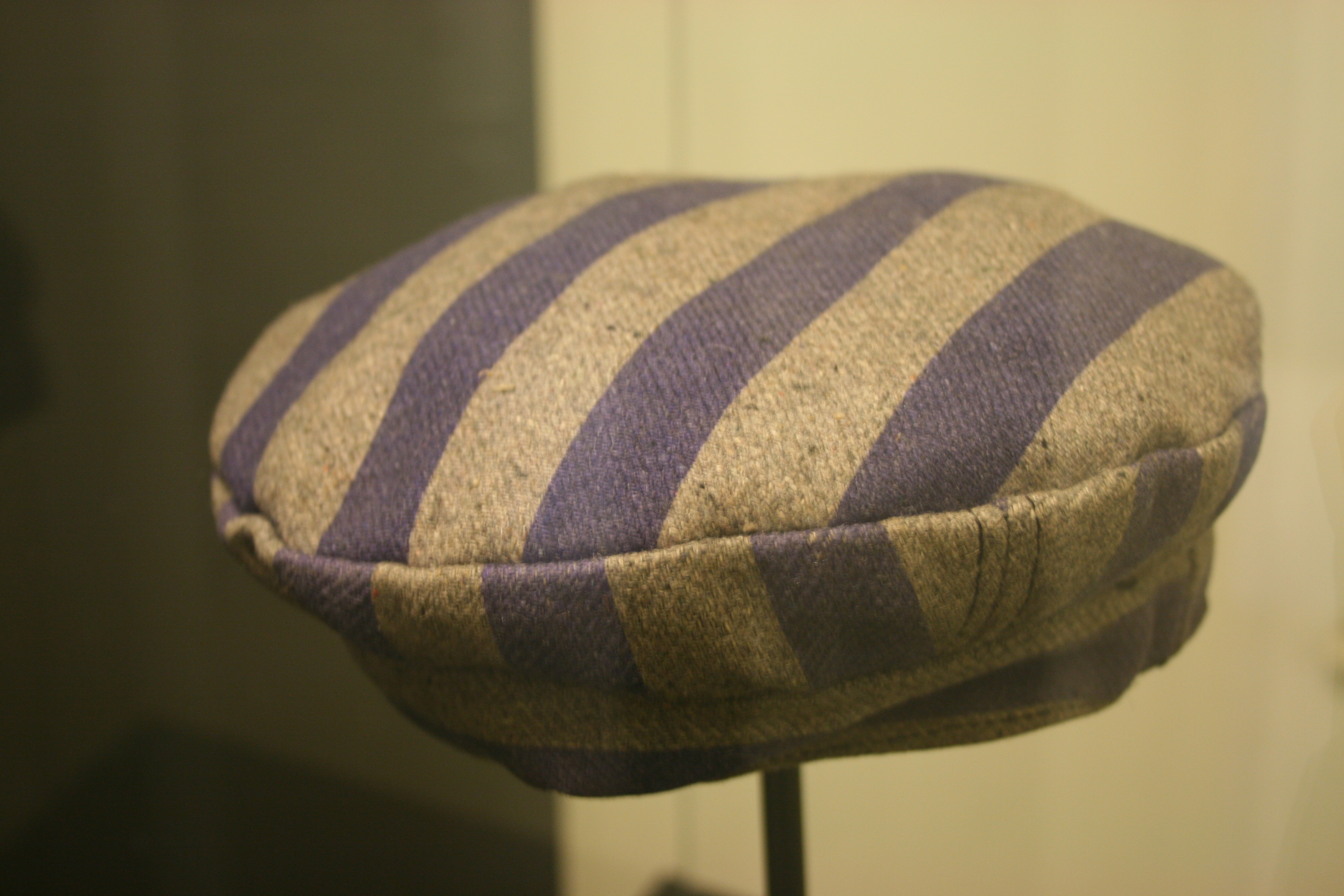
Roman Fristers Mütze, über die er in einem seiner Werke berichtet: Die Mütze oder Der Preis des Lebens. Ein Lebensbericht. (im KZ Mauthausen)

Roman Frister (* 17. Januar 1928 in Bielitz, Polen; † 9. Februar 2015 in Warschau) war ein polnisch-israelischer Journalist und Schriftsteller.

## Leben
Roman Frister wurde in eine deutschsprachige jüdische Anwaltsfamilie geboren, in der er bis 1939 eine glückliche Kindheit verbrachte. Mit Beginn des Zweiten Weltkriegs begann eine Flucht der Familie vor den Nationalsozialisten.
Im Alter von 13 Jahren wurde Frister mit seinen Eltern in Krakau verhaftet. Dort wurde seine Mutter vom SS-Mann Wilhelm Kunde ermordet. Er durchlitt die Konzentrationslager Starachowice, wo sein Vater an Flecktyphus starb, dann Auschwitz und Mauthausen und überlebte Todesmärsche. Bei seiner Befreiung litt er an Unterernährung und Tuberkulose. In Polen arbeitete er als Journalist, bis er 1957 nach Israel emigrierte.
Auch in Israel arbeitete Frister als Journalist und Schriftsteller. Im Jahr 1990 übernahm er die Leitung der Journalistenschule Koteret (hebräisch: Überschrift) in Tel Aviv. Frister schrieb Romane, Sachbücher und Theaterstücke. Seine Autobiografie Die Mütze oder Der Preis des Lebens erregte durch ihre schonungslose Offenheit großes Aufsehen, da sie auch die dunkle Seele der Opfer darstellt.

## Werke (Auswahl)
- Die Mütze oder Der Preis des Lebens. Ein Lebensbericht, Siedler, Berlin, 1997, ISBN 3-88680-606-5; als Siedler Taschenbuch: München, 1998, ISBN 3-442-75536-0.
- Ascher Levys Sehnsucht nach Deutschland, Siedler, Berlin, 1999,  ISBN 978-3-88680-634-8.
- Die gestohlene Identität. Das zweite Leben des Itzhak Liebmann, BTV, Berlin 2003, ISBN 978-3-442-76138-8.